# 蔡堡
蔡堡（1897年—1986年），字作屏，男，浙江余杭人，中华人民共和国政治人物，曾任浙江省政协副主席，第三、四届全国政协委员。